# Distrito de Cajamarquilla
El distrito de Cajamarquilla es uno de los diez distritos de la Provincia de Ocros del Departamento de Áncash, bajo la administración del Gobierno regional de Ancash. en el Perú. Limita por el norte con el distrito de Canis; por el sur con el distrito de Llipa; por el este con el Río de Pativilca y Mangas; por el oeste con el distrito de Ocros y la provincia de Bolognesi. 
Fue creado por Ley N.º 581 del 23 de octubre de 1907 durante el gobierno de José Pardo.

## Toponimia
Cajamarquilla para algunos, deriva su toponimia de tres voces: quechua qahapa, significa hielo, helada; del castellano Marca, población cabecera y del quechua, Killa = luna. Como consecuencia de esta hipótesis, Cajamarquilla significa pueblo de luna y con mucha helada.
Otros dicen Cajamarquilla proviene del quechua "qaqa" que significa "ladera, terreno accidentado", elevavión; esta hipótesis nos dice que la población se encuentra en un terreno accidentado; según la leyenda de los pobladores que antiguamente fue castigada por un huracán, que la mitad de la población murió, quedando del pueblo llamado marka, el diminutivo de "markilla o pueblo pequeño.
También opinan otros, la palabra Cajamarquilla deriva de dos voces, en quechua Kasha que significa espina y del castellano Marca en diminutivo , pueblo, esto es: como pueblo pequeño donde abundan las espinas o las "huallancas" (wallanka, en quechua). Probablemente deriva de la palabra híbrida Cashamarca (Kashamarca) que significa tierra de espina, que le brinda su paisaje natural andino con su historia cultural propia de su zona.

## Historia
Canis, Raján,Llipa durante largos años fueron anexos del distrito antiguo de Cajamarquilla; sin embargo se desligaron de su geografía territorial, por la mala administración de sus autoridades y conflictos sociales nos separó, lo importante que nos une el legajo histórico ancestral para siempre de nuestros ancestros, hoy nos queda desarrollarnos y cuidemos nuestro biodiversidad que la naturaleza nos ha brindado.
Sus primeros habitantes fueron los ayllus: Ashaujirca hacia el norte, Chauphuaranga hacia al centro y Huanripampa situada hacia el sur del territorio.
Los ayllus que sobresalieron estaban conformados por: Utuc (existe arcilla de calidad para fabricar tejas y ollas); Raján Viejo, Cashamarca Corpus (corpas) y Jutumpacusag.
Conserva su tradición agrícola en el cultivo de maíz en la zona de Ashuajirca (Ashaú)siendo una variedad netamente de la zona y de la papa de la variedad chaucha Solanum phureja de corto periodo de cosecha por la que debe mantener su conservación para que nuestros hijos lo vean su tradición agrícola.

## Leyenda del pueblo de Cajamarquilla y Canis

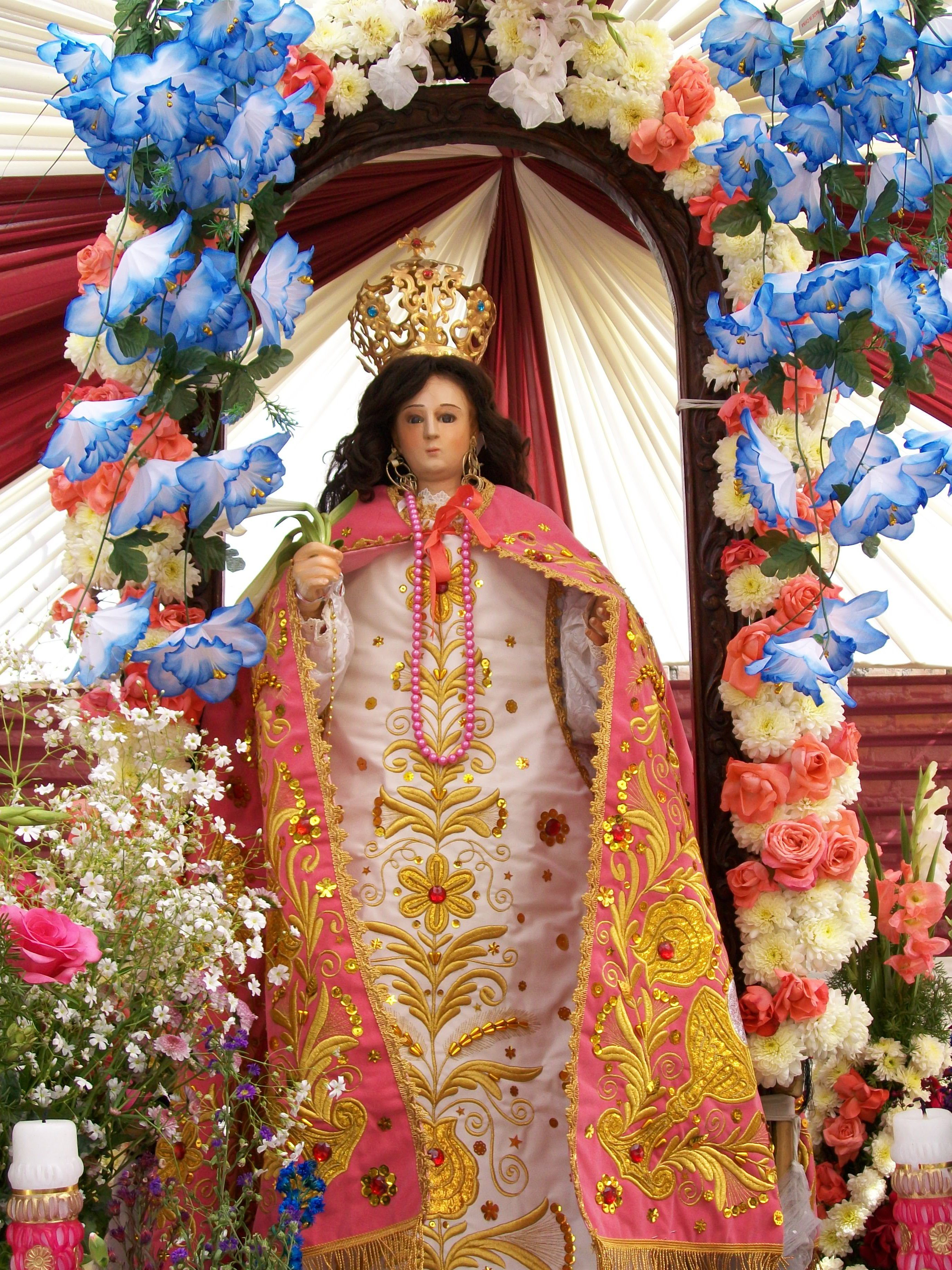
Virgen de Natividad

La leyenda cuenta que en Wamanwaca, a unos 10 km de Canis, en tiempos inmemoriales existían dos ayllus: Los Wamán y los Aldave que vivían en completa paz y armonía.
Con el correr del tiempo, por la apropiación de uno de los ayllus de una inmensa campana llamada “Mariangola”, las relaciones de amistad comenzaron a deteriorarse hasta que se tornaron enemigos irreconciliables, produciéndose de esta manera la lucha encarnizada entre los Wamán y los Aldave. Como la vida ya no era llevadera en Wamanwaca, los dos ayllus decidieron separarse definitivamente y repartirse los bienes que hasta entonces habían usado en común; así mismo, cada aillu tomó posesión de sus santas patronas.
De esta manera los Aldave se quedaron con la Virgen de las Nieves, y los Wamán, con la Virgen de la Natividad. Se dice que ambas eran hermanas.
La campana, “Mariangola” como era la única, una buena noche desapareció;según dicen que fue enterrada en un lugar desconocido para que ninguno de los ayllus fuese el poseedor.
Los Wamán decidieron irse hacia las alturas, y se establecieron en las faldas de Cashamarca, a unos 4 km de Wamanwaca; mientras tanto, los Aldave bajaron hacia la quebrada y construyeron sus casas en las cercanías de un puquial, hoy denominado Canis. Se dice que ambas vírgenes no se acostumbraban en cada uno de estos pueblos. "Naticha", según cuentan los cajamarquillanos, no tenía hijo, por eso quería tanto al hijo de la Virgen de las Nieves, y de noche, como se extrañaban, ambas vírgenes volvían a Wamanwaca;de las Nieves, al ver que sufría su hermana, le entregó a su hijo. Tanto los Aldave como los Wamán, cansados de hacer retornar a sus vírgenes en solemnes procesiones, los encadenaron en el altar mayor de sus respectivas iglesias.
Desde aquella fecha, las dos hermanas se separaron definitivamente y los llamaron “La Colocada”, por estar en la parte superior del altar de donde ya no lo sacaron ni para las procesiones, más bien, mandaron construir sus réplicas para los días de sus fiestas: El 5 de agosto, en Canis; y el 8 de septiembre, en Cajamarquilla;se cuenta que el 5 de agosto, a la hora de la procesión de la Virgen de las Nieves, mientras doblaban las campanas, siempre aparecía volando un picaflor de color blanco y su presencia era visible por todo el tiempo que duraba la procesión alrededor de la plaza de armas, luego la avecita, zumbando se dirigía veloz con dirección a la quebrada de Huanus.
Desde que sucedieron estos hechos, el pueblo de Wamanwaca quedó completamente despoblado y en ruinas. Según el decir de las gentes, el día de la fiesta central de cada una de estas vírgenes, se escuchan los tañidos largos y ondulantes de la “Mariangola”, que hasta la fecha, a pesar de su incesante búsqueda, permanece enterrado entre las ruinas de este pueblo que floreció en la antigüedad. El amor y el cariño de ambas vírgenes, a pesar de sus cautiverios, jamás se apagó, tenían la esperanza de que algún día vivieran juntas.
A raíz del terremoto de 1970 las iglesias de ambos pueblos quedaron casi en ruinas y las imágenes sufrieron ligeros daños, por eso sus hijos los llevaron a Lima para que lo repararan, pero ellas aprovecharon de esta ocasión para quedarse momentáneamente en la capital de las República del Perú y luego retornar a su santa tierra.

## Geografía
El pueblo de Cajamarquilla, se encuentra en la Provincia de Ocros, a una altitud de 3,514 m s. n. m. Cuenta con unas extensión superficial de 65.93km2. Geográficamente tiene por Latitud:10°21’00’’y Longitud:77°11′46″

## Autoridades

### Municipales
- Alcalde Período 2015-2018 Anthony E. Ventocilla Huamán, (ALIANZA PARA EL PROGRESO)
- 2011-2014[2]
  - Alcalde: Ediles Euler Huamán Pajuelo, del Partido Fuerza 2011.
  - Regidores: Dilver Waldo Ventocilla Jorge (Fuerza 2011), Edemer Homar Espíritu Huamán (Fuerza 2011), Armando Ynocente Moya Ventocilla (Fuerza 2011), Plácida Edit Flores Balabarca (Fuerza 2011), Roli Alejandrino Ventocilla Mariano (Movimiento regional independiente Cuenta Conmigo).
- 2007-2010: 
  - Alcalde: Ediles Euler Huamán Pajuelo.

### En agricultura
Mantienen desde sus ancestros, sus normas de control social tradicional Comunal, en la repartición del agua para sus propiedades y la participación dentro de la comunidad el ayni y la minka.
Posee una agricultura tradicional en el cultivo de papa (la chaucha),en el cultivo del "maíz amiliaceo cajamarquillano" de textura suave muy reconocible dentro de la zona por su calidad de la textura. Sus suelos son aptos con posibilidades siembra de cultivos de kiwicha, kañihua.
En la zona intermedia de Sasquicocha: maíz, papa, kiwicha, cebada, trigo, habas, calabaza, con posibilidades de capulí o aguaymanto y en la parte alta quinua, cañihua, maca como alternativa para la alimentación, tarwi, oca, olluco y mazhua.
Frutales: (manzana, melocotón, uva y palta) en la parte cálida en la zona de Cochapate y Coñoc.Donde existe frutales debe haber apicultura para miel de abeja.
Desde la época de Cashamarca, dominaban la agricultura andina del cultivo de la papa (chaucha) y del maíz (Ashaú), que produce desde 3 a 4 mazorcas por tallo y es resistencia a los factores de clima, y con una característica botánica de coronta tusa) delgada y dulce. Todavía hasta actualidad conocemos la papa “chaucha” es una especie andina sumamente precoz, no tiene periodo de dormancia como de las demás papas (se cosecha y se siembra).

### Agropecuaria, zootecnia
Una crianza tecnificada de cuyes mejorados para mercados en cadenas productivas sostenible sería viable como mínimo con 50 personas, cada persona con 200 cuyes madres de Líneas mejoradas de cuy Perú, andino y cuy inti. Ecuador compra cuyes y luego lo exporta.

### Turismo y cultura
- Cajamarquilla, desde la época preincaica, tuvo influencia con Chavín y cuenta con los restos arqueológicos de:
- Cashamarca,Purish (puristcoto).
- Shullcán, Ococmarca, Huamantioc.
- Chulpas de Lucmapunta, Jojogmarca.
- Rucmaputa
- Visite en los meses de abril y mayo, los paisajes se tornan muy bellos, encantadoras los lugares de: Tagiapampa, Ramrán.
- La Ruina de Cashamarca colinda con Casharagra (es una zona que existen espinas).

### Atractivos turísticos
- La Iglesia colonial
- Lucma punta
- Puristcoto
- Jojogmarca / Ococmarca)
- Ruccmapunta
- Purish
- Shullcán.
- La iglesia: fue construida en el siglo XVII, (1777) y reconstruida por dos veces; conserva sus retablos antiguos de pan de oro.

ShulcacotoEs un sitio arqueológico ubicado sobre una loma a 3697 m s. n. m. en S10 20.901 W77 12.356, Se trata de chulpas, torreones y andeneria.
PurishcotoEs un sitio arqueológico en la cima de un cerro a 3437 m s. n. m. en S10 21.619 W77 11.679, se trata de muros perimetrico de piedra cantera unidos con barro, un sistema de tumbas múltiples subterráneas, pequeñas chullpas, estructuras rectangulares y circulares.

#### Arte, música y danza

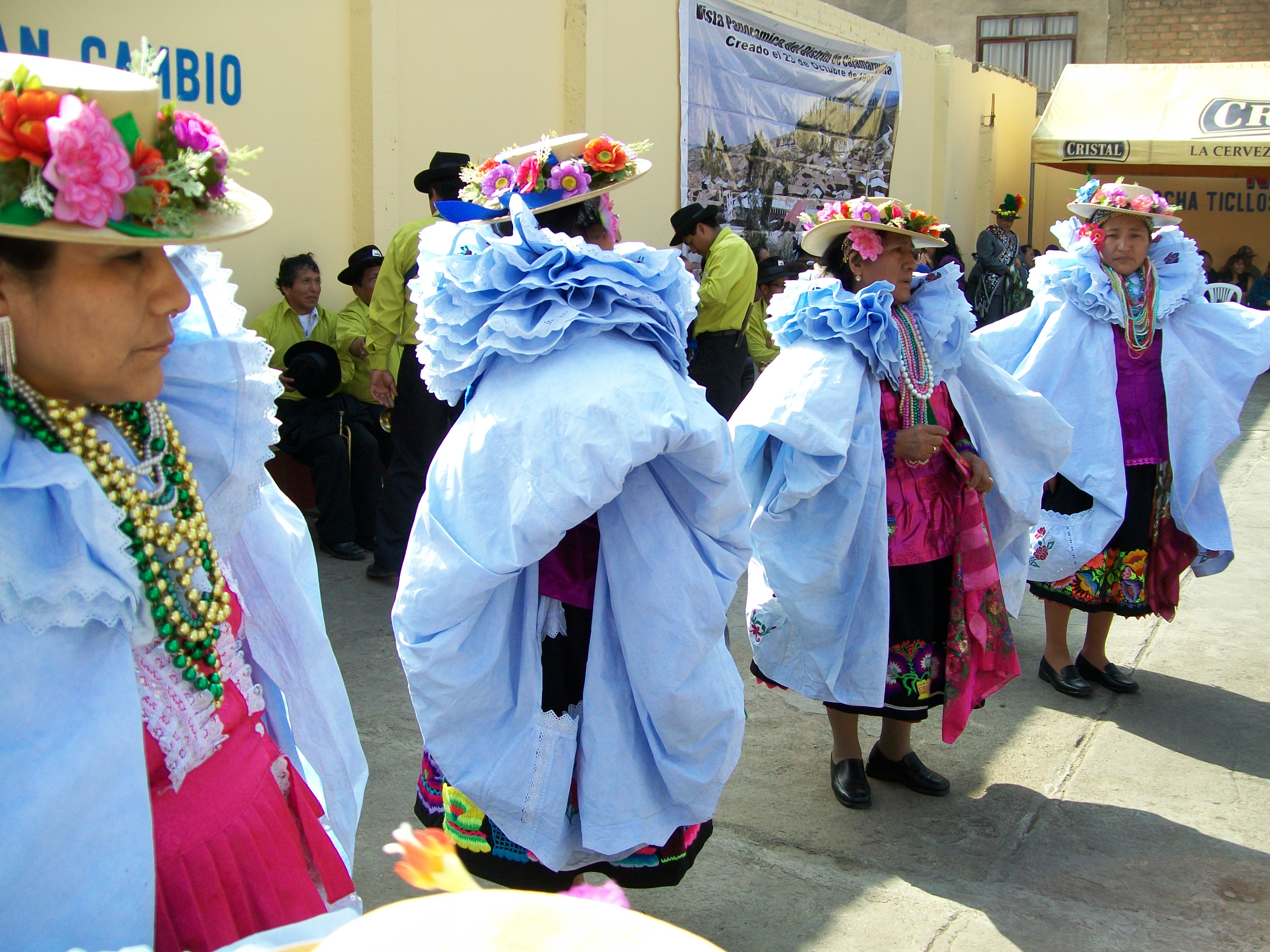
La elegancia de las Pallas.

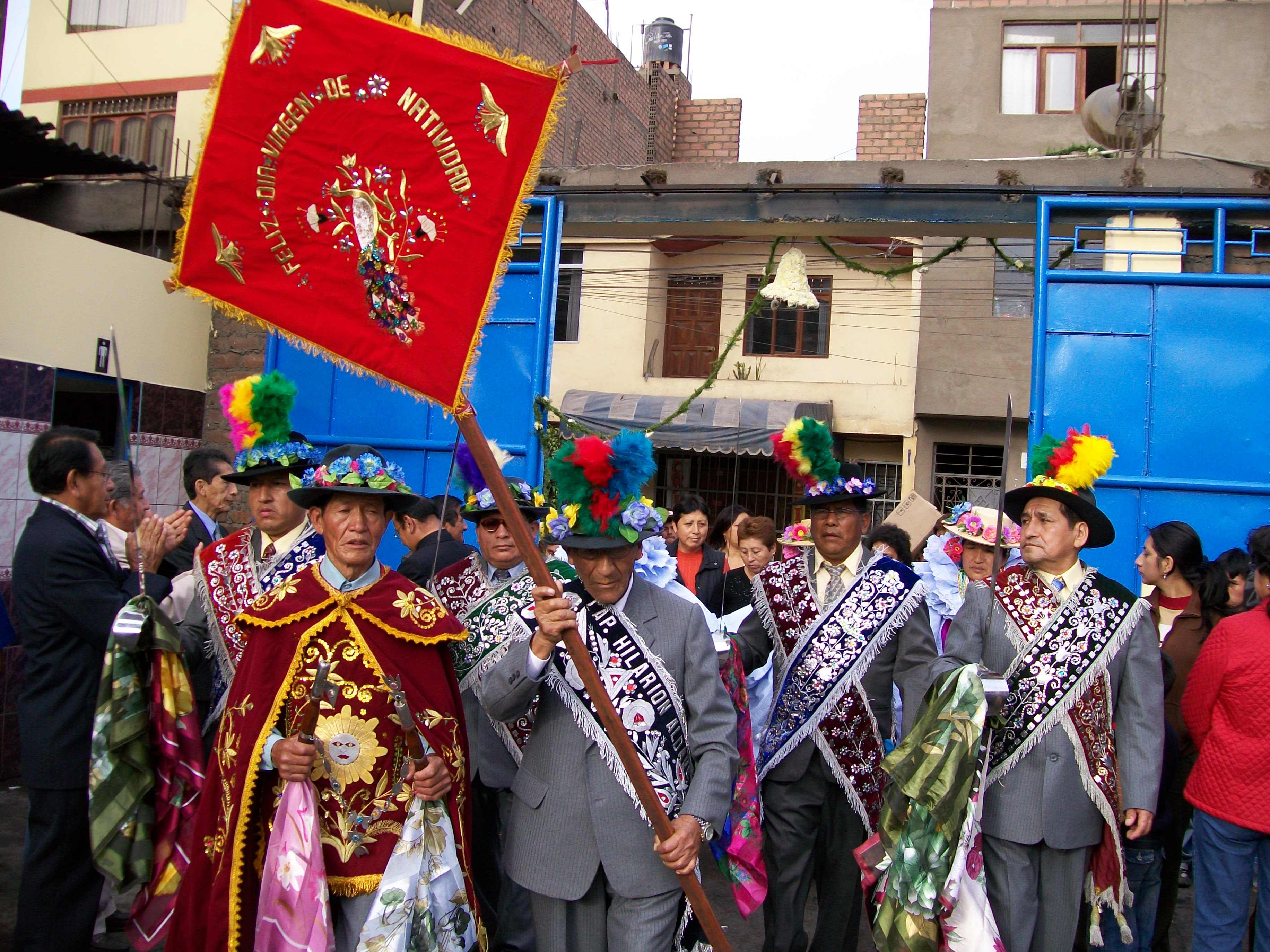
Fiesta Costumbrista de Cajamarquilla.

- Artesanía /textilería: Elaboración de frazadas, alforjas, ponchos, chalinas, fajas, bayetas, llicllas, colchas, utilizando materiales del lugar como lana, hilo y están a cargo de hombres y mujeres.
- Los pobladores se dedican a confeccionar tejidos de lana de ovejas, el material empleado es lana de ovino hilada y teñido con tintes naturales del nogal, líquenes, muzgos y añelina.
- Música: La música más difundida es el Huayno y tiene una Banda Orquesta Centro Musical Cajamarquilla.
- Danza típica:
  - Los diablitos: Con sus vestimentas colorido
  - Los negritos: Con sus vestimentas resaltante como el Cotón, la mascar y la capilla.
  - Baile costumbrista Los Mashas de Wayiusshay: Danza ancestral realizado en el acabado del techado de sus casas, comida gratis y comida especial para los donantes y terminan en una fiesta, quien no recuerda.
  - Los Pastorcilllos.

## Fauna y flora
| Flora                                               | Fauna                             | Zona           |
| --------------------------------------------------- | --------------------------------- | -------------- |
| Queñual, quishuar, hichus, escorsonera, huamanrripa | vicuña, venado, taruca            | Cajamarquilla  |
| retama, aliso, chilca                               | zorro, erizo, vizcacha            | Cajamarquilla  |
| Sauco, molle, eucalipto                             | Perdiz, cóndor, picaflor          | Cajamarquilla  |
| Marco                                               | tórtola, loro, gallinazo, cuculi  | Cajamarquilla  |
| eucalipto,Baccharis latifolia (chilca), kikuyo      | culebra, erizo, pájaro-carpintero | Cajamarquilla  |
| Ciprés,, molle, marco                               | Halcón, sapo, cernícalo           | Cajamarquuilla |
| Palmera, pinos, sauce, tuna                         | Culebra,víbora, puma              | Cajamarquilla. |

## Comida típica
- Son platos de peruanidad cajamarquillana, que se conservan hasta hoy, que se brinda en los diversos platos en fiestas patronales (Virgen de Natividad), fiestas familiares (bautismo, kitañaque, techado de casa, matrimonio) y en la tareas comunales (rodeo,relimpia de acequias, caminos):

| Carnes          | Plátos                       | Postres               | Bebidas        |
| --------------- | ---------------------------- | --------------------- | -------------- |
| Picante de cuy  | Papa con requesón,pari caldo | mazamorra de calabaza | Ron            |
| Chicharrón      | Sopa de harina               | Arroz con leche       | Anizado        |
| Charqui         | Locro de zapallo             | Mazomorra de harina   | Calentito      |
| Caldo de cabeza | Ajiyaco                      | Huatia de papa        | Chicha de jora |
| Pachamanca      | Sopa de papaseca             | Tocosh de papa        | Chinguirito.   |

## Vías de comunicación
- Tiene 4 vías de acceso:
  - Carretera Cajamarquilla-Mina Llipa- Ocros- Barranca.
  - Camino hacia Canis – Llaclla.
  - Carretera Carhuajara-Corpanqui - Ticllos- Conococha-Huaraz
  - Carretera Mina Llipa-Raján-Llipa - Cahua - Cochas-Pativilca.